# Bezirk Ērgļi
Der Bezirk Ērgļi (Ērgļu novads) war ein Bezirk im Zentrum Lettlands in der historischen Landschaft Vidzeme, der von 2006 bis 2021 existierte. Bei der Verwaltungsreform 2021 wurde der Bezirk aufgelöst, seine Gemeinden gehören seitdem zum Bezirk Madona.

## Geographie
Der Bezirk lag auf dem wald- und seenreichen Livländischen Höhenrücken. Der Fluss Ogre verläuft durch das Gebiet und bildete teilweise die Nordgrenze. Die seit 1937 betriebene Bahnstrecke von Ērgļi nach Riga war nach Einstellung des Personenverkehrs am 6. Oktober 2007 nicht mehr in Betrieb und wurde 2009 abgebaut.

## Bevölkerung
Der Bezirk bestand aus den drei Gemeinden (pagasts) Jumurda, Sausnēja und dem Verwaltungszentrum Ērgļi. 3535 Einwohner lebten 2010 im Bezirk.

## Sehenswürdigkeiten
- Jumurda: Herrenhaus Jummerdehn, erbaut nach 1856, jetzt Hotel[2]
- Liepkalne (Gemeinde Sausnēja): Ruine der von 1867 bis 1868 erbauten Lutherischen Kirche[3]
- Meņģeļi (Gemeinde Ērgļi): Seit 1990 bestehendes Museum für die hier geborenen vier Brüder Jurjāns - Pēteris (1851–1900), Andrejs (1856–1922), Juris (1861–1940) und Pāvuls (1866–1948), die die Gründer der lettischen Musikkultur wurden[4].

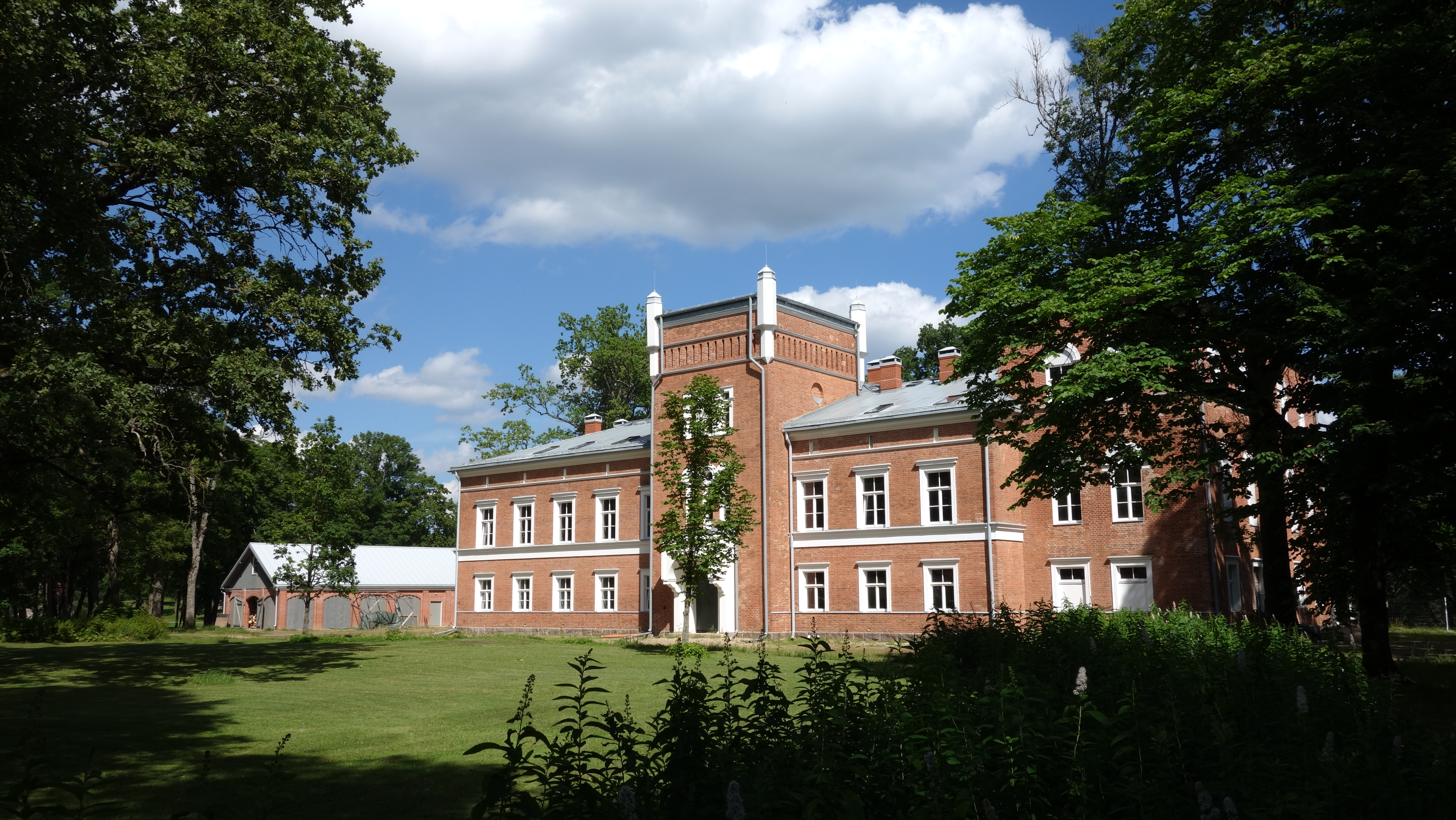
Herrenhaus Jummerdehn
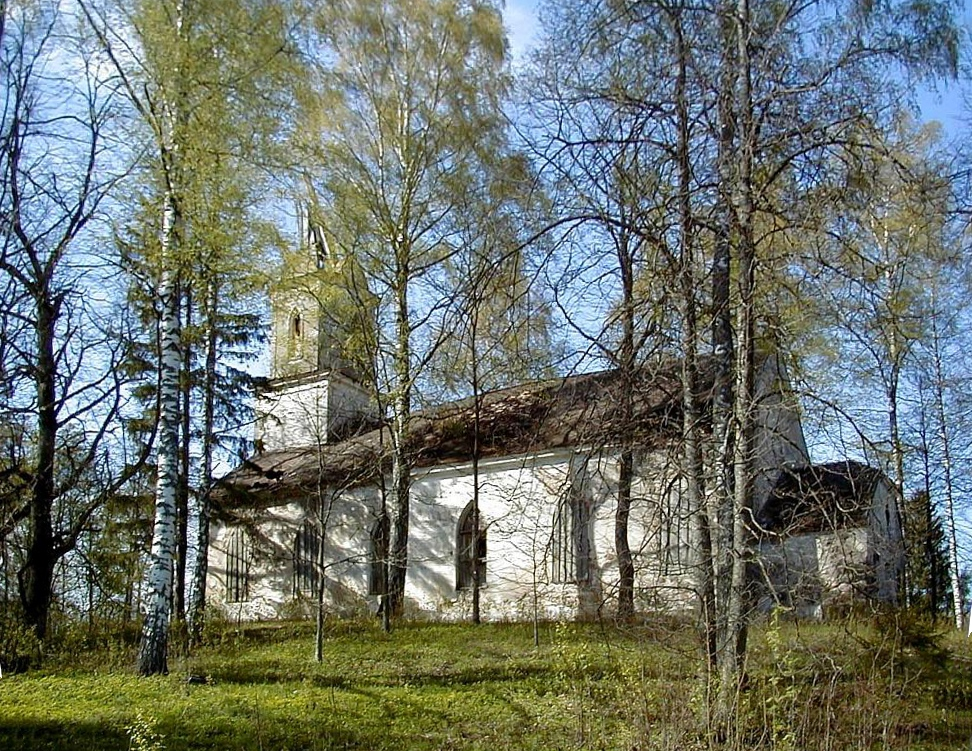
Ruine der Lutherischen Kirche Liepkalne
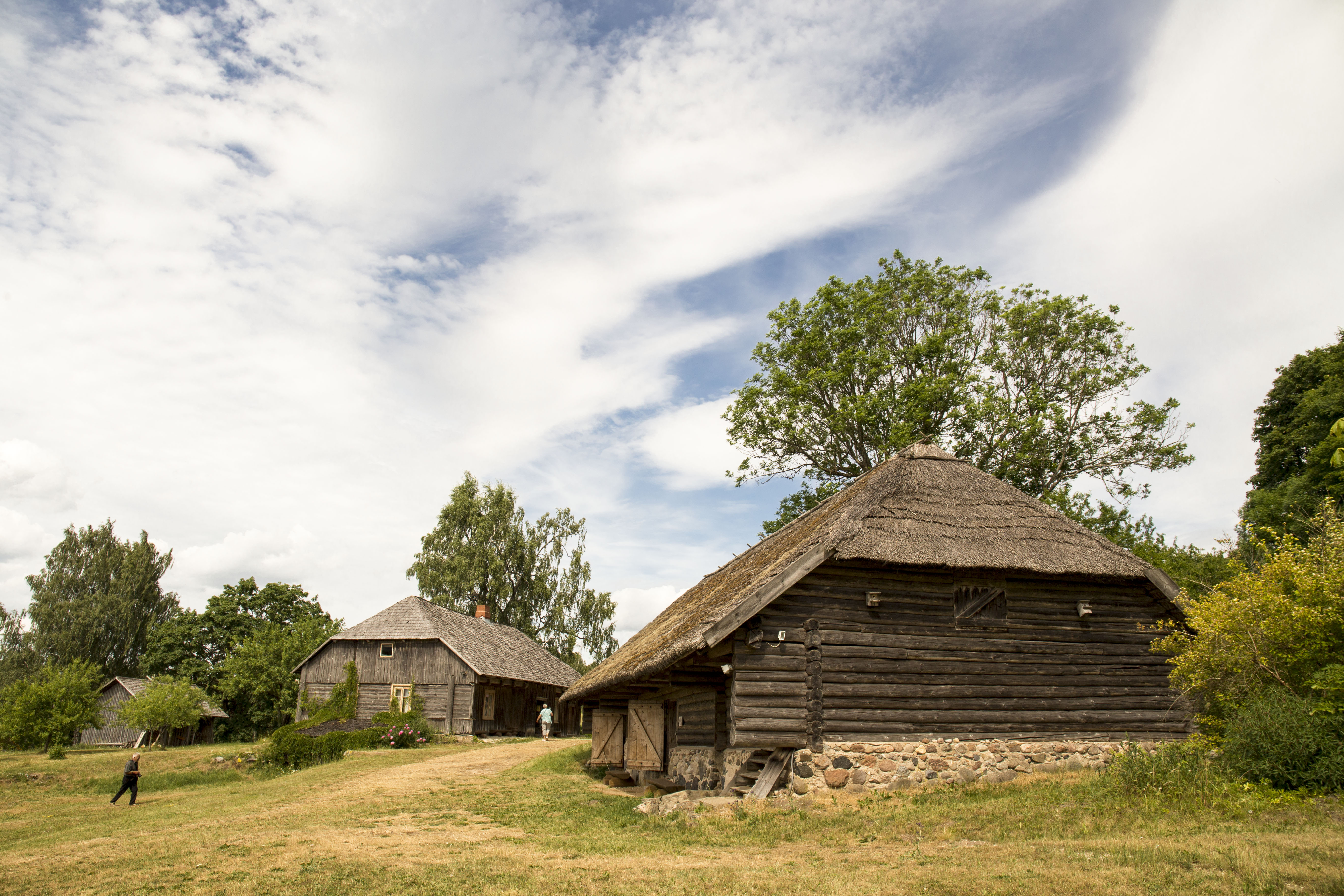
Gebrüder Jurjāns Museum in Meņģeļi

## Nachweise
1. ↑  Vides aizsardzības un reģionālās attīstības ministrija (Ministerium für Naturschutz und Regionalentwicklung), Karten und Auflistung der Verwaltungseinheiten, abgerufen am 22. Juli 2021
2. ↑  https://kulturasdati.lv/lv/kulturvesturiskas-vietas/jumurdas-muiza
3. ↑  https://www.europeana.eu/de/item/92085/4067
4. ↑  https://www.ergli.lv/public/lat/pasvaldiba1/pasvaldibas_institucijas/strukturvienibas/bralu_jurjanu_memorialais_muzejs_mengeli/